# Donald O’Connor
Donald David Dixon Ronald O’Connor (ur. 28 sierpnia 1925 w Chicago, zm. 27 września 2003 w Calabasas) – amerykański piosenkarz, tancerz i aktor. Znany z roli przyjaciela Dona Lockwooda (rola Gene'a Kelly'ego) w Deszczowej piosence, za którą dostał Złoty Glob w 1953 dla najlepszego aktora musicalowego.

## Życiorys
Jego rodzice pracowali w cyrku, byli aktorami wodewilowymi. Donald O’Connor od najmłodszych lat uczył się tańca, a na dużym ekranie zadebiutował rolą Huckleberry'ego Finna w filmie Tom Sawyer, Detective w 1938. Rok wcześniej pracował na planie filmu Melody for Two, ale sceny z jego udziałem usunięto. Szczyt jego kariery przypada na lata 40., kiedy grywał w musicalach. Po roli w Deszczowej piosence jego kariera zaczynała słabnąć, toteż aktor wycofał się do występów klubowych i prowadzenia własnego show telewizyjnego.
W 2004 włączono go do International Tap Dance Hall of Fame (Hala sławy stepowania), ma swoją gwiazdę przy Hollywood Walk of Fame.
Z pierwszą żoną, Gwen Carter miał jedną córkę Donnę (ur. 1945), a z Glorią Noble trójkę dzieci – Alicię (ur. 1957), Donalda (ur. 1960) i Kevina (ur. 1961).
Zmarł na zawał serca.

## Filmografia
- Morska przygoda jako Jonathan Devereaux (1997)
- Pomoc domowa jako Fred (1996)
- Father Frost jako Baba Yaga (1996)
- Bandzior i karuzela srebra jako Uncle Cyrus (1994)
- Zabaweczki jako Kenneth Zevo (1992)
- Alicja w krainie czarów jako Lory Bird (1985)
- Ragtime jako instruktor tańca (1981)
- That Funny Feeling jako Harvey Granson (1965)
- Cry for Happy jako Murray Prince (1961)
- Le Meraviglie di Aladino jako Aladdin (1961)
- The Buster Keaton Story jako Buster Keaton (1957)
- I Love Melvin jako Melvin Hoover
- Anything Goes jako Ted Adams (1956)
- Franek marynarz jako pułkownik Peter Stirling (1955)
- Nie ma jak show jako Tim Donahue (1954)
- Francis Joins the WACS jako Peter Stirling (1954)
- I Love Melvin jako Melvin Hoover (1953)
- Call Me Madam jako Kenneth (1953)
- Walking My Baby Back Home jako Clarence 'Jigger' Millard (1953)
- Francis Covers the Big Town jako Peter Stirling (1953)
- Deszczowa piosenka jako Cosmo Brown (1952)
- Francis Goes to West Point jako Peter Stirling (1952)
- Curtain Call at Cactus Creek jako Edward Timmons (1950)
- The Milkman jako Roger Bradley (1950)
- Yes Sir That's My Baby jako William Waldo Winfield (1949)
- Are You With It? jako Milton Haskins (1948)
- Something in the Wind jako Charlie Read (1947)
- Patrick the Great jako Pat Donahue Jr (1945)
- The Merry Monahans jako Jimmy Monahan (1944)
- This Is the Life jako Jimmy Plum (1944)
- Chip Off the Old Block jako Donald Corrigan (1944)
- Give Out, Sisters jako Don (1942)
- Get Hep to Love jako Jimmy Arnold (1942)
- Braterstwo krwi jako Beau (dziecko)
- Unmarried jako dwunastoletni Ted Streaver (1939)
- Million Dollar Legs jako Sticky Boone (1939)
- Death of a Champion jako Mały Fry (1939)
- Sons of the Legion jako Butch Baker (1938)
- Men with Wings jako dziesięcioletni Pat Falconer (1938)
- Sing You Sinners jako Mike Beebe (1938)
- Tom Sawyer, Detective jako Huckleberry Finn (1938)
- Melody for Two (sceny usunięte) (1937)

## Nagrody
- Złoty Glob 1953 za rolę Cosmo w Deszczowej piosence